# 飛来寺 (清遠市)
飛来寺（ひらいじ）は、中華人民共和国広東省清遠市清城区にある仏教寺院。現存する寺は1997年以降に再建されたものである。

## 歴史
南朝梁の普通元年（520年）、潁川郡出身の貞俊禅師と霊靄禅師により創建された。南朝梁の武帝から「至徳」の額を賜り、当時は至徳寺と称した。清代の康熙年間の『清遠県志』に「広慶寺とは、清遠峡山の飛来寺のことであり、梁の普通年間に貞俊禅師の建てたものである」とあり、乾隆年間の『広州府志』祠壇・寺観附に「広慶寺とは、清遠峡の飛来寺のことであり、梁の武帝の普通2年に真俊禅師の建てたものである」と記されている。達磨は、武帝の誘いで建康に上京したが、途中で飛来寺で仏法を講義した。侯景の乱のとき、太子中舎人の江総は広州に避難し、雨の中を経貞女峡（現在の飛来峡）の寺院を遊覧したと「貞女峡賦」に書いている。
隋のとき、高僧僧璨が住持した。
唐の儀鳳2年（677年）、慧能が広州から北上して曹渓宝林寺に向かったが、途中で飛来寺の「達摩談経石」を参拝して、禅宗を講説した。景雲年間（710年-712年）、「飛来禅居寺」と改称した。またの名は広慶寺、あるいは峡山寺という。観音閣・天王台・舎利塔・放生亭を増築した。元和14年（819年）、韓愈が潮州に左遷され、途中に遇風雨に遭って、飛来寺のほとりに舟を泊めると、「贈別元十八協律」を書いた。
北宋の康定年間（1040年-1041年）、仁宗から、「広慶禅寺」の名を賜った。帝子祠・全清閣・淙碧軒を増築した。紹聖元年（1094年）、蘇軾が恵州に左遷され、元符3年（1100年）冬に北へ帰ったが、前後二回にわたって飛来寺を遊覧し、多くの詩を書いた。その中でも「峡山寺」は最も著名である。大観2年（1108年）、山脚の新寺が修築された。
南宋の景定5年（1264年）、南宋の理宗から「峡山飛来広慶禅寺」の額を賜った。
元の天暦2年（1329年）、寺僧は山上の旧寺を修復し、山脚の新寺を拡張した。

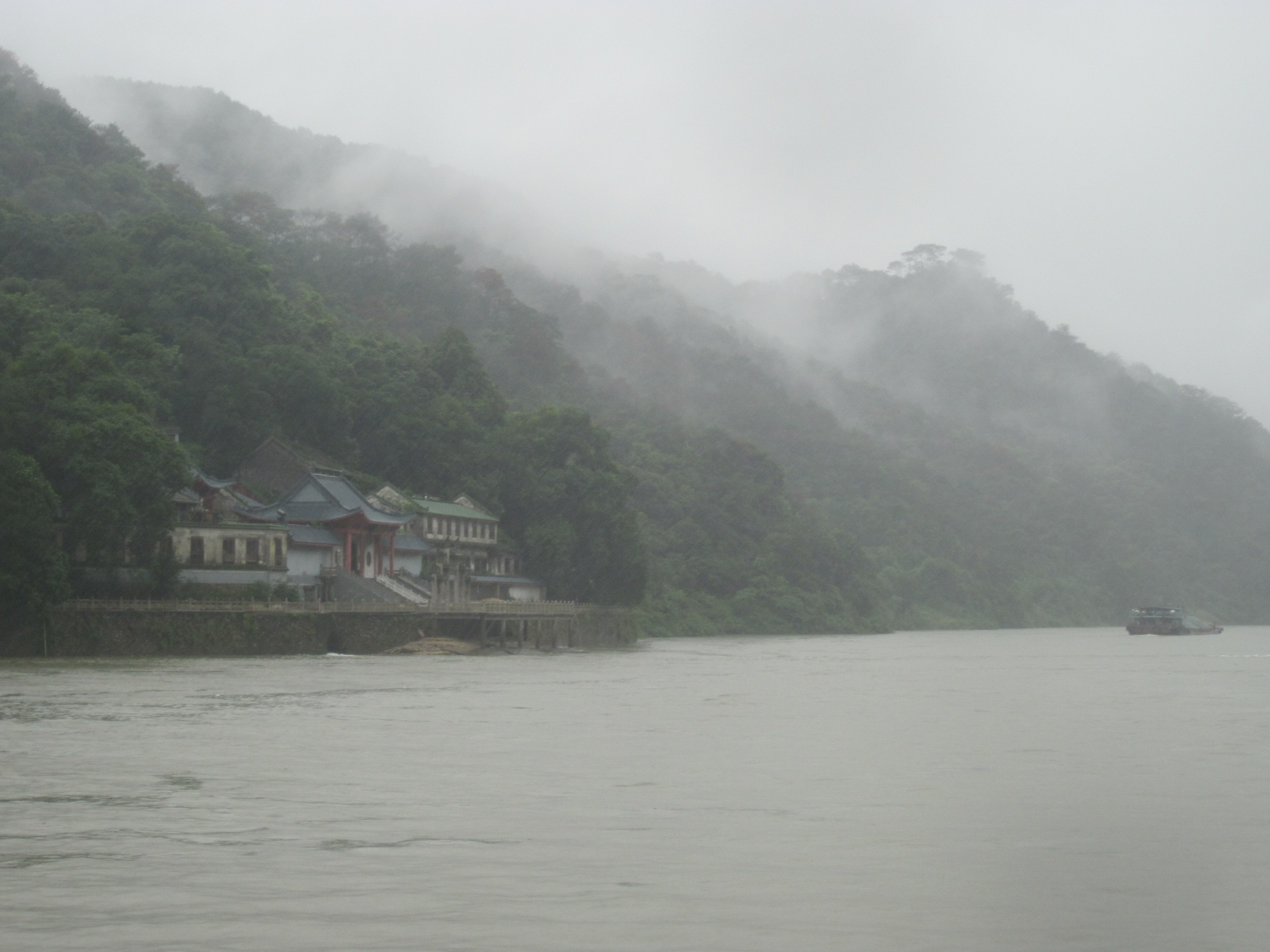
飛来寺。

明代の洪武年間（1368年-1398年）、牌坊「十九福地」を増築した。洪武24年（1391年）、中興寺、禅林寺、招興寺を吸収合併した。嘉靖30年（1551年）5月1日、清遠で大水害が起こり、禺峡山が崩れ、飛来寺は破壊された。海瑞は万暦年間（1573年-1620年）に飛来寺時かつての諷詠で賛を著した。万暦35年（1607年）四月五日、激しい雷雨の後、寺の多くの所が崩れ、飛来寺主要建築緑雲楼・涵碧堂・時計台・円通殿・山門・僧房・廚房皆が押し流された。万暦43年（1615年）、飛来寺再び洪水に見舞われた。
清代の康熙元年（1662年）、古寺堂・亭台・新寺仏堂・鐘楼・鼓楼・僧舎・山門を増築した。飛来寺下院東林寺の仏堂・廊廡を修復した。康熙52年（1713年）に大規模な再建によって、大雄宝殿・方丈楼・観音殿・六祖堂・韋陀殿に再建されており、金芝岩喜雨亭を重修した。雍正初年、山門・韋陀殿・斎堂・客堂を建立した。乾隆年間、袁枚が退官後に嶺南を遊歴し、飛来寺で「飛泉亭記」と「飛泉亭詩」を書いた。乾隆57年（1792年）4月5日、大雨によって川の水が氾濫し、飛来寺の仏殿や山門が洪水に押し倒された。
中華民国4年（1915年）、大水害により、飛来寺の頭門・妙香堂などが流された。
1978年11月18日、清遠県人民政府は寺院を県級文物保護単位に認定した。1987年、広東省人民政府は寺院を省級重点文物保護単位に認定した。1982年5月12日、北江の洪水氾濫のため、飛来寺の仏殿や韋陀殿などが被害を受けた。1994年6月17日から22日に起きた集中豪雨により、北江の水が氾濫し、飛来寺の前殿・客堂・斎堂・僧舎が1.5メートルの水に浸かった。前殿の弥勒仏・韋陀菩薩・四大天王像は、洪水によって破壊された。1997年5月8日、飛来寺は土石流に呑まれ、11人の僧と2人の労働者が行方不明になった。同年12月28日、寺院の再建が始まった。2004年6月16日に竣工した。

## 伽藍
現存した飛来寺は1997年に再建した建物で、面積は約4000平方メートルである。
- 牌坊：『飛来禅寺』の扁額は明代両広総軍門の張鏡心揮毫である[2]。
- 大雄宝殿
- 鐘楼
- 鼓楼
- 臥仏殿
- 方丈楼
- 地蔵殿
- 蔵経閣
- 天王殿

## 歴代高僧
- 貞俊（南北朝）
- 霊靄（南北朝）
- 達磨（南北朝）
- 僧璨（隋代）
- 慧能（唐代）
- 泰祥（唐代）
- 妙実（宋代）
- 明顔（元代）
- 憨山徳清（明代）
- 澹帰和尚（清代）
- 大汕和尚（清代）
- 懐遠（清代）
- 興賢（清代）
- 静遠（清代）

## 文学
北宋の詩人の蘇軾の詩「峡山寺」にいわく：
| 「 | 天開清遠峡、地轉凝碧湾。 我行無遲速、攝衣歩孱顔。 山僧本幽独、乞食況未還。 雲堆水自春、松門風為関。 石泉解娯客、琴築鳴空山。 佳人剣翁孫、遊戲暫人間。 忽憶嘯雲侶、賦詩留玉環。 林空不可見、霧雨霾髻鬟。 | 」 |

## 参考書目
- 北宋政和年間、胡愈、『修飛来殿碑記』
- 清代康熙年間、李文烜、『清遠県志』